# 鄂爾渾河
47°33′24″N 102°49′53″E / 47.55667°N 102.83139°E
鄂爾渾河，中文古称頞根河、嗢昆水，元代称阿魯渾河，是蒙古國最長的河流，發源於後杭愛省的杭愛山脈北坡，流向东北，在色楞格省苏赫巴托尔以西注入色楞格河，全长1130千米，比色楞格河長，流域面积13.2万平方千米。鄂爾渾河主要支流有源于杭爱山脉的塔米爾河和源于肯特山脉的土拉河、哈拉河、依罗河等。河水补给主要靠雨雪，水位的年际变化和季节变化均较大。每年10-11月开始结冰，次年4月解冻，结冰期4个月。依罗河口以下夏季时可通小船，常用于流送木材。河流中的魚類包括狗魚、鯉魚、哲羅魚及鯰魚。

## 瀑布

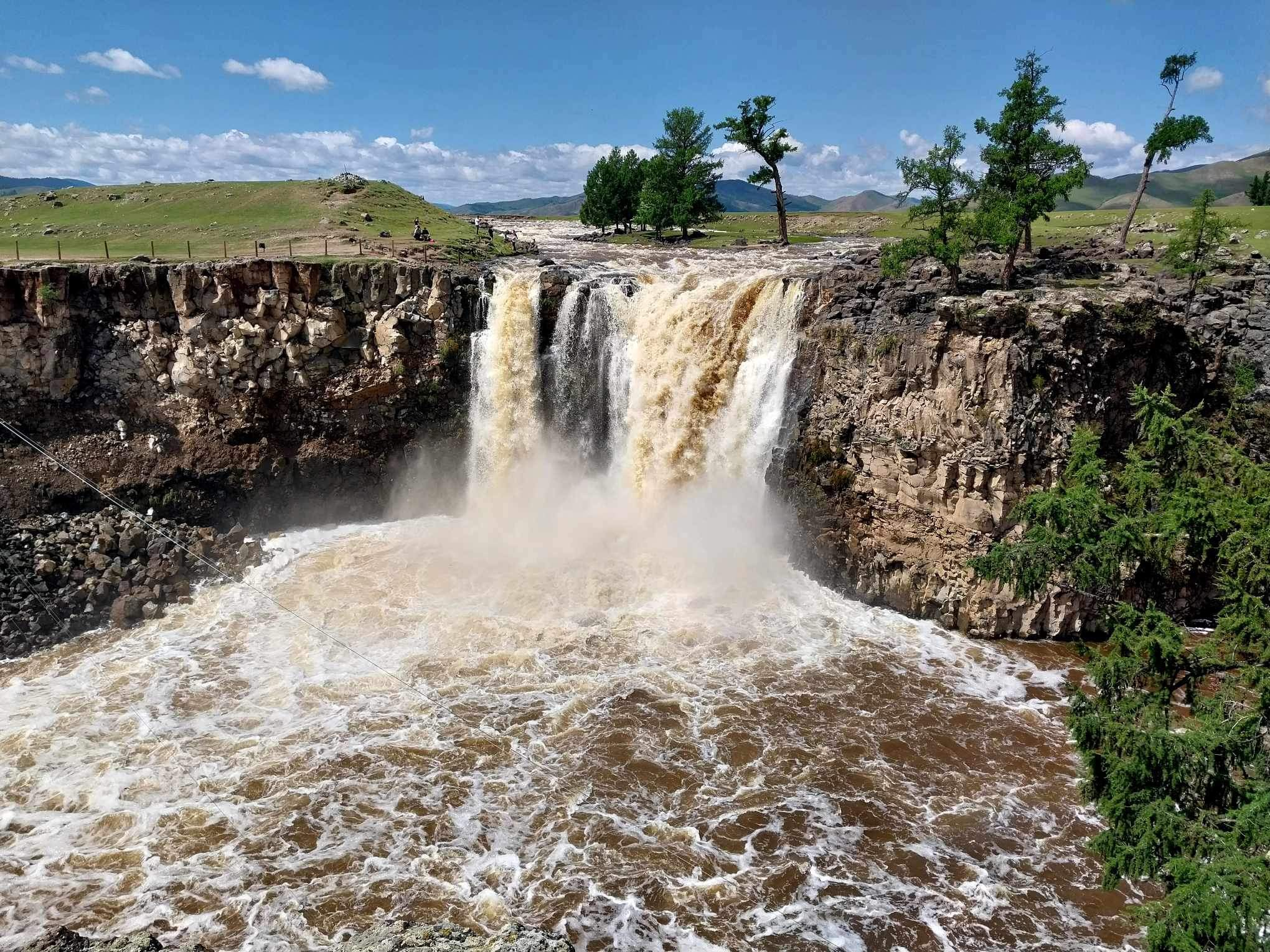
烏蘭楚特嘎蘭瀑布

鄂爾渾河最為有名的是烏蘭楚特嘎蘭瀑布，瀑布寬10米高25米，目前是吸引當地遊客參觀的景點。但蒙古人一般不会在这里游泳，因为当地有神话传说称该瀑布下的池塘是个无底池塘，人下去就走不上来。

## 歷史遺跡
鄂爾渾河周邊一直是是遊牧民族的牧場，沿河有兩個重要的歷史遺跡：回紇汗国第一個王庭牙帳斡耳朵八里、蒙古帝國的首都哈拉和林。俄國探險家彼得·庫茲米奇·科茲洛夫又在河谷地區發現了匈奴單于的陵墓。
聯合國教育科學文化組織於2004年將鄂爾渾河谷列為世界遺產。

## 流域

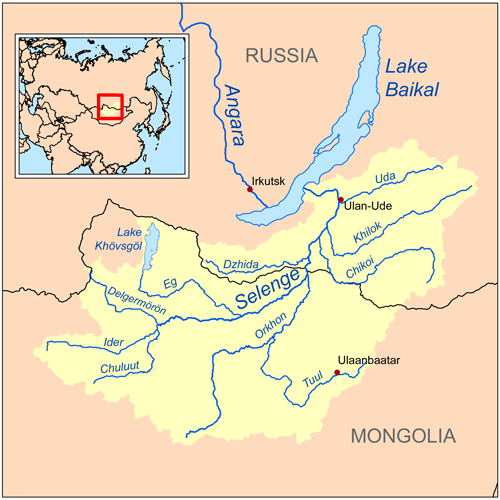
色楞格河流域（黄色）：
Selenge：色楞格河
Angara：安加拉河
Chikoi (Chikoy)：楚库河
Chuluut：楚魯特河
Delgermoron：德勒格尔木伦河（德勒格尔河）
Dzhida：吉达河
Eg (Egiin)：额金河
Ider：伊德尔河
Khilok：希洛克河
Orkhon：鄂尔浑河
Tuul：土拉河
Uda：乌达河
Ulan-Ude：乌兰乌德